# 17-11-70
17-11-70 (conocido como 11-17-70 en los Estados Unidos) es el lanzamiento oficial del quinto álbum del músico inglés Elton John y su primer álbum en vivo.

## Producción
La grabación fue tomada de una transmisión de radio en vivo el 17 de noviembre de 1970, de ahí el título del álbum. Según John, nunca se planeó un álbum en vivo como lanzamiento. Las grabaciones de la transmisión, sin embargo, fueron populares entre los contrabandistas que, según el productor de John, Gus Dudgeon, eventualmente llevaron al sello discográfico a lanzarlo como un álbum. Se ha dicho que el lanzamiento por parte de un contrabandista que dejaron 60 minutos en lugar de los 48 minutos seleccionados por Dick James Music redujo significativamente las ventas del álbum en vivo en los EE. UU. Sin embargo, el concierto completo duró 80 minutos, y los LP dobles que contenían el concierto completo fueron más comunes que los que contenían solo 60 minutos. Otro factor que contribuyó a las bajas ventas del álbum original podría haber sido el exceso de productos de Elton John en el mercado en ese momento. John también tenía en lanzamiento 2 álbumes de estudio completos (Elton John y Tumbleweed Connection) y una banda sonora de película (Friends) cuando se emitió el LP en vivo. No obstante, se convirtió en el cuarto de los discos de John en aterrizar simultáneamente en el Top 100, convirtiéndolo en el primer acto en hacerlo desde The Beatles.
Según Dave Herman, locutor de la radio de Nueva York desde hace mucho tiempo (a quien se puede escuchar al principio y al final del álbum), Elton John se cortó la mano en algún momento durante la actuación y, al final del espectáculo, las teclas del piano estaban cubiertas de sangre.
John y su banda interpretaron 13 canciones durante la transmisión de radio. El álbum original incluía solo seis de las canciones; un séptimo, "Amoreena", apareció como pista adicional en la reedición del CD de 1996 del álbum. Las otras seis actuaciones permanecieron hasta 2017 oficialmente inéditas: "I Need You to Turn To", "Your Song", "Country Comfort", "Border Song", "Indian Sunset" y "My Father's Gun".

## Lista de canciones

### LP original
Lado A
1. "Take Me to the Pilot" - 6:43
2. "Honky Tonk Women" - 4:09
3. "Sixty Years On" - 8:05
4. "Can I Put You On" - 6:38

Lado B
1. "Bad Side of the Moon" - 4:30
2. "Burn Down the Mission" - 18:20